# Oenoptila triatrapata
Oenoptila triatrapata är en fjärilsart som beskrevs av Dyar 1914. Oenoptila triatrapata ingår i släktet Oenoptila och familjen mätare. Inga underarter finns listade i Catalogue of Life.